# Гасанова, Элина Эльшадовна
Гасанова, Элина Эльшадовна (род. 21 июля 1989, Пенза) — азербайджанская и российская теннисистка, тренер. Мастер спорта России.

## Биография
В теннис Гасанову привёл отец, ранее занимавшийся настольным теннисом. Тренировалась в Пензе под руководством Евгения Юрьевича Докшина, Валерия Юрьевича Акимова, Игоря Философовича Тишина. В возрасте 13 лет выиграла чемпионат Европы среди малых стран в Люксембурге в одиночном и парном разрядах, выступала за сборную Азербайджана, хотя являлась гражданкой России и не говорила по-азербайджански.
В 2006 году провела 6 игр за сборную Азербайджана в III группе зоны Европа/Африка Кубка Федерации. В матче против сборной Боснии и Герцеговины (0:2) проиграла Мерване Югич-Салкич 2:6, 3:6. В матче против сборной Намибии (1:2) выиграла у Suzelle Davin 6:2, 6:1 и в паре с Севил Алиевой проиграла паре Suzelle Davin / Elrien De Villiers 5:7, 3:6. В матче со сборной Египта (0:2) проиграла Nihal Tarek-Saleh 7(10):6, 2:6, 5:7. В матче со сборной Ботсваны (2:0) выиграла у Puleng Tlhophane 6:3, 6:0. В матче против сборной Лихтенштейна (0:2) против Сидонии Вольфингер снялась после счёта 0:4.
С 2008 года выступала под российским флагом.
Выиграла 6 турниров ITF в парном разряде — по одному в 2006—2008 годах и три в 2010.
В 2010 году завершила профессиональную карьеру. С 2009 года работает тренером.